# Férfi 4 × 10 km-es sífutóváltó a 2006. évi téli olimpiai játékokon
A 2006. évi téli olimpiai játékokon a sífutás férfi 4 × 10 km-es váltó versenyszámát február 19-én rendezték Pragelatóban. Az aranyérmet az olasz csapat nyerte meg. A versenyszámban nem vett részt magyar csapat.

## Végeredmény
A csapatok első és második tagja klasszikus stílusban, a harmadik és negyedik tagja szabad stílusban teljesítette a távot. Az időeredmények másodpercben értendők.
| Helyezés | Csapat                                                                                               | Idő                                         |
| -------- | --- | ------------------------------------------- |
| Arany    | Olaszország (ITA) · Fulvio Valbusa · Giorgio Di Centa · Pietro Piller Cottrer · Cristian Zorzi       | 1:43:45,7 25:54,0 26:50,6 24:59,1 26:02,0   |
| Ezüst    | Németország (GER) · Andreas Schlütter · Jens Filbrich · René Sommerfeldt · Tobias Angerer            | 1:44:01,4 25:53,9 26:50,2 25:18,9 25:58,4   |
| Bronz    | Svédország (SWE) · Mats Larsson · Johan Olsson · Anders Södergren · Mathias Fredriksson              | 1:44:01,7 25:53,4 26:55,4 25:00,5 26:12,4   |
| 4.       | Franciaország (FRA) · Christophe Perrillat · Alexandre Rousselet · Emmanuel Jonnier · Vincent Vittoz | 1:44:22,8 26:05,4 26:46,2 25:47,1 25:44,1   |
| 5.       | Norvégia (NOR) · Jens Arne Svartedal · Odd-Bjørn Hjelmeset · Frode Estil · Tore Ruud Hofstad         | 1:44:56,3 25:53,0 26:50,8 25:42,8 26:29,7   |
| 6.       | Oroszország (RUS) · Szergej Novikov · Vaszilij Rocsev · Ivan Alipov · Jevgenyij Gyementyjev          | 1:45:09,9 26:03,7 26:39,8 25:58,2 26:28,2   |
| 7.       | Svájc (SUI) · Reto Burgermeister · Christian Stebler · Toni Livers · Remo Fischer                    | 1:45:10,9 26:02,0 26:50,2 25:46,4 26:32,3   |
| 8.       | Észtország (EST) · Aivar Rehemaa · Andrus Veerpalu · Jaak Mae · Kaspar Kokk                          | 1:45:23,8 26:45,7 26:39,9 25:32,0 26:26,2   |
| 9.       | Csehország (CZE) · Martin Koukal · Lukáš Bauer · Jiří Magál · Dušan Kožíšek                          | 1:46:03,3 26:01,6 26:41,3 25:19,6 28:00,8   |
| 10.      | Finnország (FIN) · Sami Jauhojärvi · Tero Similä · Olli Ohtonen · Teemu Kattilakoski                 | 1:46:36,1 25:56,1 27:28,9 25:53,4 27:17,7   |
| 11.      | Kanada (CAN) · Devon Kershaw · Sean Crooks · Chris Jeffries · George Grey                            | 1:48:15,9 25:52,3 29:30,6 26:02,3 26:50,7   |
| 12.      | Egyesült Államok (USA) · Kris Freeman · Lars Flora · Andrew Johnson · Carl Swenson                   | 1:48:44,2 26:03,1 28:27,8 26:44,1 27:29,2   |
| 13.      | Kazahsztán (KAZ) · Andrej Golovko · Dmitrij Jeremenko · Makszim Odnodvorcev · Jevgenyij Kosevoj      | 1:49:03,6 26:03,5 27:48,5 26:18,9 28:52,7   |
| 14.      | Ukrajna (UKR) · Roman Lejbjuk · Volodimir Olsanszkij · Olekszandr Pucko · Mihajlo Humenyak           | 1:50:01,9 26:36,7 28:32,5 26:28,5 28:24,2   |
| 15.      | Kína (CHN) · Hszia Van · Li Ko-liang · Csang Cseng-je · Csang Csing                                  | 1:50:40,5 27:27,9 28:46,3 26:23,6 28:02,7   |
| –        | Ausztria (AUT) · Martin Tauber · Jürgen Pinter · Roland Diethart · Johannes Eder                     | kizárták 28:07,5 27:59,5 26:58,2 lekörözték |